# Breguet 14
Breguet 14 je bil francoski dvokrilni bombnik/izvidnik iz 1. svetovne vojne. Zasnoval ga je Louis Breguet, prvi let je bil 21. novembra 1916.  Bil je eno izmed prvih serijskih letal, ki je v veliki meri uporabljajo kovinske materiale, kar je omogočilo manjšo težo v primerjavi z lesom. Breguet 14 je imel dobre sposobnosti, bil lahek za letenje in je lahko vzdržal veliko škode. S skoraj 8 tisoč zgrajenemi je en izmed najbolj proizvajanih dvokrilnikov, v proizvodnji je do leta 1928. Letalo so uporabljale tudi Jugoslovanske letalske sile.

## Specifikacije (14B.2)
Splošne karakteristike
- Posadka: 2
- Dolžina: 8,87 m (29 ft 1 in)
- Razpon kril: 14,36 m (47 ft 1 in)
- Višina: 3,30 m (10 ft 10 in)
- Površina kril: 47,50 m² (511 ft²)
- Teža praznega letala: 1010 kg (2227 lb)
- Maks. vzletna teža: 1536 kg (3386 lb)
- Pogon letala: 1 ×  Renault 12Fe, 224 kW (300 KM)

 Zmogljivost 
- Maks. hitrost: 190 km/h (95 vozlov, 109 mph)
- Doseg: 900 km (486 nmi, 560 milj)
- Višina leta: 6000 m (19685 ft)
- Hitrost vzpenjanja: 292 m/min (960 ft/min)
- Obremenitev kril: 32 kg/m² (pri MTOW) (6,6 lb/ft²)
- Razmerje moč/teža: 145 W/kg (pri MTOW) (0,09 KM/lb)

Oborožitev

- Strelno orožje: 1 × fiksna 7.7 mm (.303 in) Vickers strojnica
- 2 × gibljiva 7.7 mm (.303 in) Lewis  strojnica
- Bombe: 300 kg (660 lb)